# Richibucto 15
Richibucto 15 är ett reservat i Kanada.   Det ligger i provinsen New Brunswick, i den östra delen av landet, 800 km öster om huvudstaden Ottawa.
I omgivningarna runt Richibucto 15 växer i huvudsak blandskog. Runt Richibucto 15 är det mycket glesbefolkat, med 2 invånare per kvadratkilometer.